# Константин Хаджипопвасилев
Константин Хаджипопвасилев (на гръцки: Κωνσταντίνος Χατζηπαπαβασίλης η Παπαβασιλείου, Константинос Хаджипапавасилис) е гъркомански революционер, деец на гръцката въоръжена пропаганда в Македония от началото на XX век.

## Биография
Константин Хаджипопвасилев е роден в леринското село Буф (сега известна като Акритас), тогава в Османската империя. Присъединява се към гръцката пропаганда като четник, куриер и водач на четата на Георгиос Цондос в района